# Fédération française des ciné-clubs
La Fédération française des ciné-clubs (FFCC) est une association française, créée fin 1946 à l'initiative de Jean Painlevé, directeur général du cinéma.

## Histoire
Elle regroupe à l'époque plus de 100 000 membres répartis dans plus de 150 ciné-clubs. L'organisation a mis fin à ses activités en 1989.
Elle était proche du Parti communiste français,.
Elle a publié de 1947 à 1951 un bulletin interne, Ciné-Club, qu'elle a transformé en novembre 1954 en une revue mensuelle, Cinéma (rédacteur en chef : Pierre Billard).